# Mindeankeret ved Nyhavn
Mindeankeret er et mindesmærke, der er opsat for enden af Nyhavn ved Kongens Nytorv i København. Det er opsat til minde om de danske søfolk, der mistede livet under 2. verdenskrig.
I 1945 blev der opsat et mindekors i træ på stedet, der dog blev afløst af et kors i marmor i 1948. Det blev erstattet af det nuværende stokanker 29. august 1951. Mindesmærket blev betalt af en landsdækkende pengeindsamling, idet selve ankeret blev skænket af Forsvarsministeriet til formålet. Ankeret er opsat midt i et let forsænket brolagt område. Det er forsynet med kong Frederik 7.'s monogram. En blykapsel med navnene på ca. 1.600 omkomne søfolk er nedsat under ankeret.
Hvert år om eftermiddagen juleaftensdag afholdes der en kort mindehøjtidelighed ved Mindeankeret efterfulgt af en julegudstjeneste i den nærliggende Hotel Bethels sømandskirke. Traditionen begyndte i 1945, og indtil midten af 1990'erne blev den transmitteret i forbindelse med Radioavisen. I alle årene fungerede den kendte sportskommentator Gunnar "Nu" Hansen som speaker.
Desuden nedlægger de danske maritime fagforeninger kranse ved mindeankeret hvert år den 5. maj kl. 10:00 på årsdagen for befrielsen.